# Гоин, Сюзанн
Сюза́нн Го́ин (англ. Suzanne Goin; 1966, Лос-Анджелес, Калифорния, США) — американский повар и ресторатор.

## Биография
Сюзанн Гоин родилась в 1966 году в Лос-Анджелесе (штат Калифорния, США).
Сюзанн окончила «Marlborough School» и Брауновский университет.

## Карьера
В начале 1990-х годов Сюзанн отправилась во Францию, где она поработала с именитыми поварами. В 1998 году Гоин открыла « Lucques», которая завоевала признание.
В 2005 году Сюзанн написала кулинарную книгу.

## Личная жизнь
С 2004 года Сюзанн замужем за поваром и ресторатором Дэвидом Ленцом. У супругов есть трое детей: сын и дочь-близнецы (род.2007) и ещё один ребёнок, чей пол неизвестен (род.2008).